# Living Loving Maid (She’s Just a Woman)
A Living Loving Maid (She’s Just a Woman) egy dal a brit Led Zeppelin együttes 1969-es Led Zeppelin II albumáról. A szerzői Jimmy Page és Robert Plant voltak. 1969. november 7-én a Whole Lotta Love kislemez B-oldalán is megjelent. Egy grupie-ról szólt, akivel a karrierjük korai szakaszában voltak ismertségben.
Abból a szempontból is híres, hogy ez volt Jimmy Page gitáros legkevésbé kedvelt Led Zeppelin dala, emiatt a koncerteken sosem játszották. Egyike volt azon kevés dalnak, amelyekben ő énekelte a háttérvokált. Vele ellentétben Robert Plant énekes kedvelte a dalt, elő is adta az 1990-es szóló turnéján.
A felvételek során Page egy 12 húros Vox elektromos gitáron játszott.
A rádióban jellemző módon együtt játszották a Heartbreakerrel, amely az albumon is közvetlenül utána következik, a két dal pedig szünetmentesen úszik egymásba. Ennek ellenére a koncerteken sosem játszották ilyen sorrendben őket (mint ahogy például a The Song Remains the Same-t és a The Rain Songot az 1972 és 1975 közötti időszakban, a két dal az 1973-as The Houses of the Holy albumon ilyen sorrendben szerepel).
Robert Plant játszotta a Manic Nirvana című szólóalbumának 1990-es turnéján. A Dread Zeppelin nevű Led Zeppelin tribute együttes egy saját verziót vett fel Un-Led-Ed című albumára. 

## Bibliográfia
- Chris Welch: Led Zeppelin: Dazed and Confused: The Stories Behind Every Song, ISBN 1-56025-818-7
- Dave Lewis: The Complete Guide to the Music of Led Zeppelin, ISBN 0-7119-3528-9